# ゆでたまご (TikToker)
ゆでたまご （ゆでたまご、1993年3月24日 - ）は、日本のTikToker、YouTuber、インスタグラマー、グラビアアイドルである。

## 経歴
高校卒業後、一般企業で働いたり、歯科助手をしていた。
2019年の活動開始以降、インフルエンサーとして活動を開始。ちょっぴりセクシーな動画がTikTokでバズり、フォロワー数は急上昇。TikTokのフォロワー数は110万人を突破した。同時期に始めたライブ配信「イチナナ」でも人気ライバーとして、瞬く間に名を広めていった。
学生時代、虐めを経験し摂食障害になったこともあったが、就職後「心から変わりたい」と思い広告で見かけたTikTokが目に留まり投稿してみたと語っている。
2020年4月20日、自身のYouTubeチャンネル「ゆでたまちゃんねる／Yudetama Channel」を開設。同年にはYouTube番組「バズルカ」で、スピードワゴンの小沢一敬とMCを担当している。8月7日、ラジオ初番組「ゆでたま沸騰中」AuDeeで放送開始。全10回放送。
2021年1月には「週刊プレイボーイ」（集英社）で水着グラビアに初挑戦した。12月1日、Mi-museファンクラブ「ゆでたまごの秘密の部屋」を開設する。2022年8月、楽天モバイルの公式アンバサダーに就任した。
2023年3月、「ゆでたまちゃんねる/Yudetama Channnel」へうずらちゃんが準レギュラーになる。5月19日、BreakingDownに華を添えるBreaking Girlに選ばれた。7月7日、ファンクラブ限定写真集「ゆでたまごとわたし」の完成を記念して初めてファンクラブイベントを開催する。9月14日、BIGOライブの初配信をする。初回ゲストでうずらちゃんが登場する。9月20日、ファミマプリントより2024年カレンダーブロマイドが発売される。9月29日、第2回目ファンクラブ限定オフ会、BBQイベントを開催する。12月15日、AIMERTE CLINIC（AGA専門クリニック）のアンバサダーに就任する。12月24日、クリスマスイベント「ゆでたまちゃんねる大感謝祭ハッピーメリークリスマス」を開催する。ファンクラブ限定イベント以外での初めてのオフ会である。
2024年4月20日、質問カードに回答するライブ配信Ripliveの初配信をする。7月14日、なな茶が立ち上げたClara Productionに所属した事を発表した。7月27日、音楽フェス「XD World Music Festival  presented  by Yogibo」のXDサポーターで出演する。10月25日、DMMオンラインクレーンゲームと「ゆでたまちゃんねる」がコラボ。アクリルスタンド、立体マウスパッドなどの景品が限定で登場する。12月28日、PIST6（PIST6全レース徹底攻略ライブ!）へ初ゲスト出演をする。出演メンバーは中村妃智、ゆでたまご、なな茶、ときちゃんの4名。
2025年3月4日、RBLの公式アンバサダーに就任する。メンバーはゆでたまご、小島みゆ、CHIHA、安藤京香の4名。3月24日、ゆでたまちゃんねるの配信中に活動後初めて年齢を公開する。これまで非公開にしていましたが「年齢ならではの会話もしたくなった」と語っている。8月23日、別府温泉ぶっかけフェス「BOB2025」の公式アンバサダーに就任する。

## 人物
- TikTokにおいて100万以上のフォロワーを誇る。2021年1月4日の週刊プレイボーイで水着グラビアを解禁した[6]。
- 3月24日生まれの女性、身長150.1cm、血液型はB型、MBTIはISTP(巨匠型)、バストはFかGカップである[1]。
- 骨格診断は骨格ストレート、顔タイプはアクティブキュートまたはフレッシュ、パーソナルカラーはブルーベース・ウィンター、好きなカラーは白・ネイビーである[24]。
- 特技は軟体・水泳、得意料理はチーズオムレツ、座右の銘は全力投球である[25]。
- ゆでたまご自身は、「TikTokで活動する上で、食べ物の名前の方がSNS上の自分になりきれるし、本名もバレにくいと思って『ゆでたまご』という名前で投稿してみたのです。」 とインタビューに答えている[3]。
- ゆでたまごの名前の由来は、「TikTokを始めるとき、名前を食べ物から取ろうと思って。でも一番好きな食べ物が大根、2番目が納豆、その次がイチゴ......どれも微妙で。それで4番目に好きなゆで卵にしました。必ず「『キン肉マン』のファンですか？」と聞かれますけど。」 とインタビューに答えている[1]。
- 中学2年生の時にはいじめが原因で拒食症になり体重が17kgまで落ちてICUで治療を受けた経緯がある。その後、長い時間を経て拒食症を完治した[26]。

## 出演

### ネット配信
- 「ゆでたま沸騰中」- MC（2020年、AuDee）[5]

- 「バズルカ」- MC （2020年、YouTube）[27]

### CM
- AWA（2020年）[28]

## 書籍

### 雑誌
- 『週刊プレイボーイ 2021年1月25日号』（2021年1月4日、集英社）[6][7]
- 『ヤングアニマル22号』（2021年11月12日、白泉社）
- 『グラビアザテレビジョン Vol.59』（2022年3月2日、KADOKAWA）[29]
- 『FLASH 2022年12月27日号』（2022年12月13日、光文社）
- 『GIRLS graph.004』（2022年10月20日、宝島社）[30]
- 『GIRLS graph.005 SNSで話題の女の子が大集合!』（2023年4月26日、宝島社）
- 『PEACE COMBAT(ピースコンバット)Vol.62』（2024年7月27日、アストワ）

### デジタル写真集
- 【デジタル限定】ゆでたまご写真集『彼女の名前は、ゆでたまご』（2021年8月9日、集英社）[31]
- 【デジタル限定】ゆでたまご写真集『ゆでたまご2/キミとワクワク』（2023年8月30日、KADOKAWA）
- 【デジタル限定】ゆでたまご写真集『とろけるキッス』（2024年1月30日、光文社）